# 玛丽亚恩策斯多夫
玛丽亚恩策斯多夫是奥地利下奥地利州默德灵县的一个市镇。总面积5.36平方公里，总人口8667人，人口密度1617.0人/平方公里（2012年）。